# Wolfe City
Wolfe City é uma cidade localizada no estado norte-americano do Texas, no Condado de Hunt.

## Demografia
Segundo o censo norte-americano de 2000, a sua população era de 1566 habitantes.
Em 2006, foi estimada uma população de 1649, um aumento de 83 (5.3%).

## Geografia
De acordo com o United States Census Bureau tem uma área de
3,9 km², dos quais 3,7 km² cobertos por terra e 0,2 km² cobertos por água. Wolfe City localiza-se a aproximadamente 184 m acima do nível do mar.

## Localidades na vizinhança
O diagrama seguinte representa as localidades num raio de 20 km ao redor de Wolfe City.